# Mimomimiculus latefasciatus
Mimomimiculus latefasciatus är en skalbaggsart som beskrevs av Stefan von Breuning 1970. Mimomimiculus latefasciatus ingår i släktet Mimomimiculus och familjen långhorningar. Inga underarter finns listade i Catalogue of Life.